# شووبفلد
شووبفلد (به آلمانی: Schwobfeld) یک شهر در آلمان است که در آیشسفلد واقع شده‌است. شووبفلد ۱۰۸ نفر جمعیت دارد.